# Studioni (Bélgorod)
|  | Per a altres significats, vegeu «Studioni». |

Studioni - Студёный (rus) - és un poble (un khútor) de l'óblast de Bélgorod, a Rússia. El 2010 tenia 11 habitants. Pertany al districte (raion) de Prókhorovka.